# Baki (Insel)
Baki (auch Bakie oder Bakay) ist eine Insel in der Provinz Southern in Sierra Leone. Sie ist die Hauptinsel der Turtle Islands und ist etwa 30 Kilometer vom sierra-leonischen Festland entfernt.
Die Insel ist etwa zwei Kilometer lang, zwei Kilometer breit und bis zu vier Meter hoch.